# Тимонеда, Хуан де
Хуан де Тимонеда (исп. Juan de Timoneda; ок. 1490 — 1583) — испанский поэт, драматург, новеллист и собиратель народной поэзии; друг Лопе де Руэды и издатель его комедий.

## Биография
Хуан де Тимонеда родился около 1490 года в городе Валенсии.
Благодаря природному вкусу и профессии книготорговца Хуан де Тимонеда сумел понять направление поэтических стремлений своего времени, что и побудило его издать в 1573 году сборник романсов, озаглавленный «La Rosa» и состоявший как из его собственных стихов, так и из произведений других старинных и современных ему поэтов. Сборник разделен на четыре части: «Rosa de amor» (Роза любви), «Rosa Española» (Испанская роза), «Rosa Gentil» (Языческая; темы стихотворений этой части заимствованы из языческого мира) и «Rosa Real» (Королевская; речь идет о превратностях судьбы в жизни государей). Лучшая часть сборника состоит из романсов, записанных непосредственно из народных уст и по большей части вошедших потом в состав других романсеро с вариантами, вполне естественными при их народном происхождении. Произведение Тимонеды показывает, как верен был испанский народ своим старинным традициям, с какою настойчивостью он требовал, чтобы лучшие моменты его истории облекались в древнюю, издавна любимую им форму.
Сборник де Тимонеды важен еще в том отношении, что заключает в себе романсы о древних национальных героях Испании: одни из этих романсов необходимы для пополнения пробелов в лучших легендарных традициях старины, другие содержат рассказы о позднейших героях, вплоть до конца войн с маврами.
Единственный экземпляр сборника находится в Венской императорской библиотеке. Разбор его, озаглавленный «Rosa de Romances» и заключающий до 60 лучших романсов, был издан в городе Лейпциге в 1846 году знатоком испанской литературы Вольфом.
Хуану де Тимонеде принадлежит, далее, первый в Испании сборник новелл, изданный в 1576 году под заглавием «Patrañuelo» (Рассказчик повестей). Новеллы заимствованы из самых разнообразных источников; например, история Аполлония Тирского, легшая в основу Шекспирова «Перикла», взята из «Gesta Romanorum», повесть о Гризельде — из «Декамерона» Боккаччо. Многие новеллы послужили темами для драм Алонсо де ла Веги и Лопе де Руэды. Подобного рода популярные истории, странствуя в продолжение столетий по различным странам Европы, распространяемые менестрелями и трубадурами, были заносимы на бумагу и потом опять переходили из рук в руки, пока не получали окончательной формы.
Де Тимонеда взялся выполнить в Испании ту работу, которую за два столетия до него выполняли в Италии местные «novellieri», и положил начало новой отрасли национальной литературы — длинному ряду повестей, с которыми связаны имена знаменитейших испанских писателей. Первым продолжателем Тимонеды в этой области был Сервантес, который поместил подобные новеллы в первую часть своего «Дон Кихота» (1605) и 8 лет спустя издал их отдельным сборником.
Тимонеде принадлежит также несколько комедий, в которых он подражает Лопе де Руэде («Cornelia») и Плавту (ком. «Menemmos» — переделка «Двух Менехмов» Плавта). Лучшие из них — те, которые наиболее окрашены народным колоритом.
Хуан де Тимонеда умер в 1583 году в родном городе.